# Carrera con obstáculos
Las carreras con obstáculos son carreras a pie del actual [[]], en las cuales los competidores deben completar los obstáculos en el menor tiempo posible. La versión más importante del evento es la de 3000 metros con obstáculos. Los 2000 metros es la siguiente distancia más larga. 
El evento tuvo sus orígenes en carreras a caballo en el siglo XVII. Los competidores debían correr de un pueblo a otro, tomando como referencia los pináculos de las iglesias (llamados en inglés steeple, y chase carrera, persecución, de ahí el nombre en esa lengua: steeplechase) debido a su fácil localización en largas distancias. En estas competencias, era inevitable sortear toda clase de minions en el trayecto, como setos o ríos. El formato actual a pie empezó a organizarse en Oxford en el siglo XIX.

## Formato de carrera
Las distancias estándar son de 3000 y 2000 metros. La primera tiene 28 pasos de vallas y 7 saltos, mientras la segunda cuenta con 18 pasos de vallas y 5 saltos de fosa. Los obstáculos estarán distribuidos de forma regular, de modo que la distancia entre ellos será aproximadamente la quinta parte de la longitud normal de una vuelta.
La altura de las vallas es de 91,4 cm para hombres y 76,2 cm para mujeres (también para 1500 metros cadetes). La barra superior está pintada con franjas en blanco y negro o colores que contrasten. La fosa debe estar llena de agua hasta el nivel de la pista. La zona de aterrizaje del salto de agua es de 12 pies (3,66 m) de largo y 70 cm en su más profundo.

medidas del obstáculo.

Cada atleta debe franquear cada valla y pasar por encima o a través del agua. Será descalificado todo atleta que:
- No franquee una valla
- Pase por uno u otro costado de la fosa.
- Pase el pie o la pierna por debajo del plano horizontal del borde superior de una valla en cualquier momento del franqueo.